# Национальное агентство по регулированию в области электронных коммуникаций и информационных технологий Республики Молдова
Национальное агентство по регулированию в области электронных коммуникаций и информационных технологий (НАРЭКИТ) Республики Молдова (рум. Agenţia Naţională pentru Reglementare în Comunicaţii Electronice şi Tehnologia Informaţiei (ANRCETI) a Republicii Moldova) — является центральным публичным органом, регулирующим деятельность в области электронных коммуникаций и информационных технологий в Молдове.

## История
Создано 14 марта 2008 года после вступления в силу Закона об электронных коммуникациях № 241-XVI от 15.11.2007 г., в результате реорганизации Национального агентства по регламентированию в области электросвязи и информатики (НАРЭИ). НАРЭИ было создано ранее — 17 августа 2000 года. Оно было одним из первых регулирующих органов в области электросвязи в бывшем советском пространстве. НАРЭКИТ является правопреемником НАРЭИ.

## Руководство
- Григоре Вараница — директор (10 июля 2013 )[2]
  - Корнелиу Жалоба — заместитель директора (с 13 ноября 2013 года)[3]